# Tarqeq (mjesec)
Tarqeq (također Saturn LII) je prirodni satelit planeta Saturn otkriven 2007. godine. Vanjski nepravilni satelit iz Inuitske grupe s oko 7 kilometara u promjeru i orbitalnim periodom od 894.86 dana.